# My Foolish Heart (film)
My Foolish Heart is een Amerikaanse dramafilm uit 1949 onder regie van Mark Robson. Het scenario is gebaseerd op het korte verhaal Uncle Wiggily in Connecticut (1948) van de Amerikaanse auteur J.D. Salinger. 

## Verhaal
Mary Jane gaat op bezoek bij haar oude schoolvriendin Eloise en haar dochtertje. Ze hebben elkaar al jaren niet meer gezien. Eloise is ongelukkig getrouwd en drinkt te veel. In een droom herinnert Eloise zich haar ware liefde en haar breuk met Mary Jane.

## Rolverdeling
| Acteur              | Personage         |
| ------------------- | ----------------- |
| Dana Andrews        | Walt Dreiser      |
| Susan Hayward       | Eloise Winters    |
| Kent Smith          | Lew Wengler       |
| Lois Wheeler        | Mary Jane         |
| Jessie Royce Landis | Martha Winters    |
| Robert Keith        | Henry Winters     |
| Gigi Perreau        | Ramona            |
| Karin Booth         | Miriam Ball       |
| Todd Karns          | Begeleider        |
| Phillip Pine        | Sergeant Lucey    |
| Martha Mears        | Nachtclubzangeres |
| Edna Holland        | Dean Whiting      |
| Jerry Paris         | Portier           |
| Marietta Canty      | Grace             |
| Barbara Woodell     | Receptioniste     |
| Regina Wallace      | Mevrouw Crandall  |